# 瑪西亞水道
瑪西亞水道（拉丁語：Aqua Marcia）是一座位于罗马的古羅馬時期的疏水渠，修建於西元前144年至西元前140年。瑪西亞水道雖然在古羅馬末期被廢棄，但在1586年新建的菲利克斯水道重複使用了眾多瑪西亞水道的設施，且迄今仍在使用。水道全長91.3公里，其中80.3公里位於地下，11公里位於地上。瑪西亞水道是當時羅馬水量第二大的水道橋，主要供給飲用水，且大多供民居使用。